# Baño químico

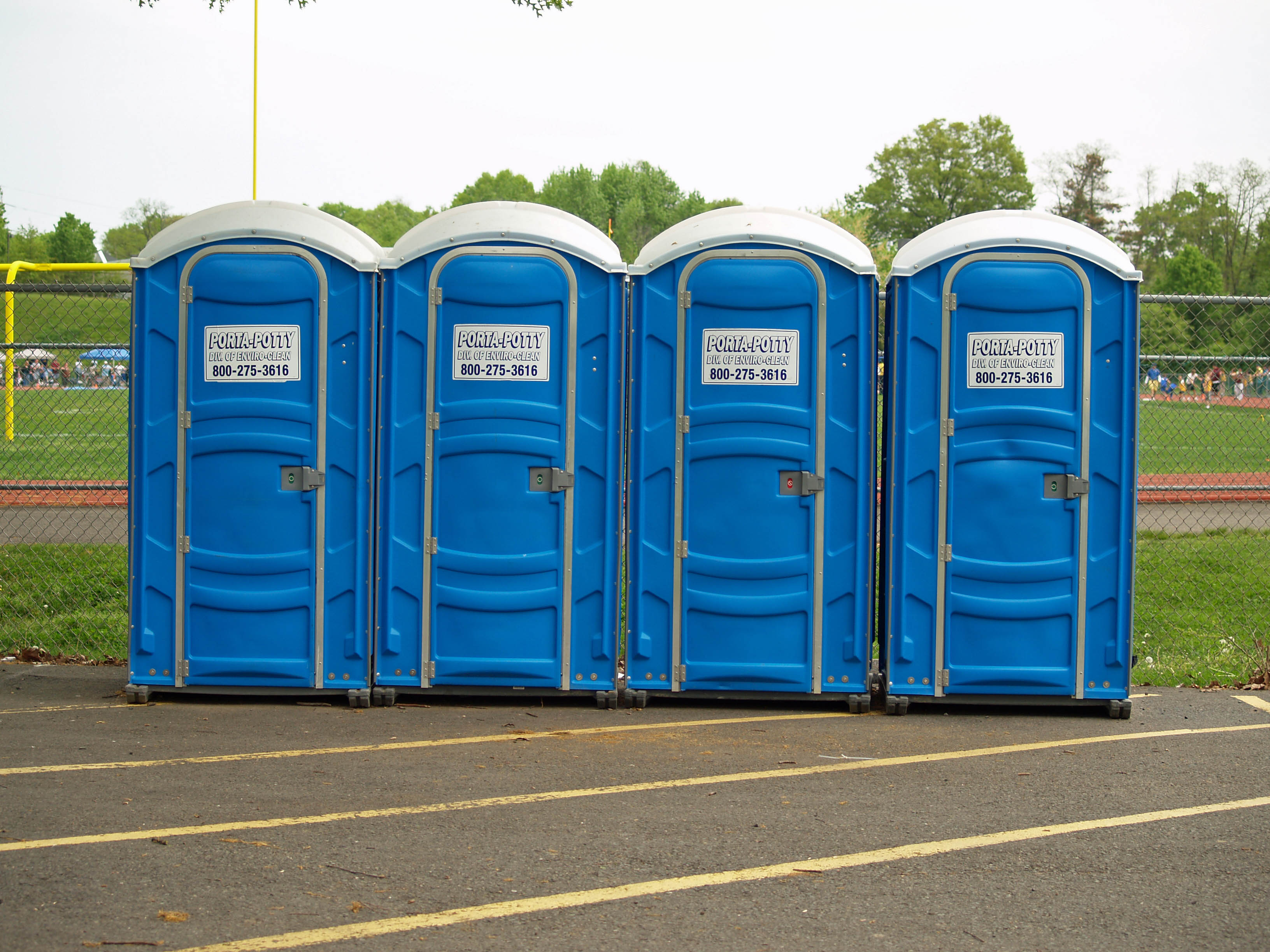
Una fila de baños químicos portátiles

Un baño químico recolecta desechos humanos tales como fecas y orina un tanque de materia fecal y usa químicos para minimizar el olor. Estos inodoros son usualmente, pero no siempre, contenidos y móviles. Los baños químicos están estructurados alrededor de un tanque relativamente pequeño, el cual tiene que ser vaciado frecuentemente. No están conectados a un agujero en el suelo (como una letrina de hoyo), ni a un tanque séptico, ni están conectados a la red de saneamiento llevando a una planta de tratamiento de aguas residuales.
Los baños químicos usados mayormente en sitios de construcción y en eventos grandes como festivales musicales son los más conocidos. Debido a que son usados por un periodo corto de tiempo y debido a sus precios altos, la mayoría del tiempo son alquilados en lugar de ser comprados, usualmente incluyendo servicio y limpieza.
Los baños de los aviones y de los trenes estaban diseñados como baños químicos antiguamente, pero hoy en día son diseñados mayormente como baños a presión.[cita requerida]
Se usa un tipo de baño químico más simple y pequeño en caravanas y en barcos pequeños.
Muchos baños químicos usan un tinte azul en el tazón de agua. En el pasado, la desinfección solía ser llevada a cabo por la mezcla de Formaldehído, Lejía o químicos similares con el agua. Actualmente estas mezclas suelen ser basadas en nitratos y funcionar biológicamente. 

## Nombres
Los baños químicos son un tipo de baño portátil y se conocen también por marcas comerciales, tales como Port-a-John y Porta-Potty (Inglés estadounidense), Portaloo (Inglés británico) o honey bucket. Los últimos dos son nombres de empresas y "Portaloo" es una marca registrada de la comunidad Británica y Europea

## Líquido desinfectante
La mayoría de los baños químicos utilizan un líquido azulado en el agua de la taza del inodoro. En el pasado, estos eran desinfectados generalmente mezclando formaldehído, cloro y químicos similares con el agua del inodoro.
Las fórmulas de empresas como Surco están hechas con nitrato y funcionan biológicamente.

## Ventajas
Aunque sea más caro que una letrina de exterior, los baños químicos tienen más beneficios, mayormente relacionados con su portabilidad, ya que son contenidos, pueden ser instalados en casi cualquier lugar. Los baños químicos pueden ser transportados en la parte de atrás de una camioneta Pickup, y algunas corporaciones fabrican camiones especiales para estos fines.